# 오자키 에이지로
오자키 에이지로(Eijiro Ozaki, 1969년 3월 31일 ~ )는 일본의 배우, 일본의 성우이다.

## 방송
- 하루와 나츠 - 전해지지 않은 편지

## 영화
- 마스터리스 (2015년)
- 히로사키 플레이어스 (2010년)
- 이오지마에서 온 편지 (2006년) - 오쿠보 중령 역
- 하루와 나츠 - 전해지지 않은 편지 (2005년)